# 6 Dogs
Роналд Чейз Амик (англ. Ronald Chase Amick; 5 мая 1999, Атланта, Джорджия, США — 26 января 2021, там же) — американский рэпер, художник, графический дизайнер и модельер. Наиболее известен песнями «Flossing» и «Faygo Dreams».

## Биография и карьера
Роналд Чейз Амик родился 5 мая 1999 года в городе Атланта. Он воспитывался в строгой христианской семье.
В подростковом возрасте Амик начал читать рэп. Свою первую песню «Demons in the A» он выпустил в 2016 году на Soundcloud. В начале своей карьеры Амик покупал рекламу своей музыки у рэперов Nedarb, Coldhart и Lil Tracy. В 2017 году он выпустил микстейп 6 Dogs, в которой вошли песни «Flossing» и «Faygo Dreams». В октябре 2019 года Роналд выпустил студийный альбом Hi-Hats & Heartaches.
С 2020 года 6 Dogs работал над вторым студийным альбомом Wavebuilder’s Club. Амик закончил проект 9 января 2021 года, изначально он планировался к выходу 26 февраля. После смерти исполнителя релиз был перенесён. Альбом был переименован в Ronald., он был выпущен 12 марта 2021 года.

## Музыкальный стиль
Его музыка была вдохновленна MC Hammer, Лилом Уэйном, Дрейком и Канье Уэстом. Американский рэпер Lil Aaron назвал его «реальной андерграунд легендой».

## Смерть
В 2020 году Амик переболел COVID-19, а в ноябре того же года написал в Twitter серию постов, где сообщил о возникших после болезни проблемах с психическим здоровьем и о том, что больше не получает удовольствия от создания музыки.
26 января 2021 года Роналд выпал из окна. Неизвестно, было это самоубийством или несчастным случаем. Свои соболезнования по поводу смерти музыканта выразили Lil Aaron и Бенни Бланко.

## Дискография
Студийные альбомы
- Hi-Hats & Heartaches (2019)
- Ronald. (2021)